# Alexander Oliver Rankine
Alexander Oliver Rankine (8 de diciembre de 1881 - 20 de enero de 1956) fue un físico británico que investigó la viscosidad de los gases y la dinámica molecular; con relevantes trabajos en óptica, acústica y geofísica. Recibió la Orden del Imperio Británico y fue nombrado miembro de la Royal Society.

## Carrera
Rankine llevó a cabo investigaciones para el gobierno británico durante ambas Guerras Mundiales, trabajando en tecnología antisubmarina y en sistemas para dispersar la niebla. Estudió y trabajó en el University College de Londres y fue profesor de física en el Imperial College London.
Es conocido por el experimento de Trouton y Rankine de 1908, pero también trabajó en los primeros dispositivos para la transmisión óptica del sonido y mejoró los diseños de gravímetros y magnetómetros. La última parte de su carrera la pasó trabajando para la Anglo-Persian Oil Company. También ocupó diversos cargos en muchas sociedades científicas, incluidos períodos como presidente de la Sociedad Física de Londres y secretario de la Royal Institution.

## Primeros años
Alexander Oliver Rankine nació en 1881 en Guildford, Surrey, Inglaterra. Hijo del reverendo John Rankine, un ministro bautista de ascendencia escocesa, Alexander perteneció a la Iglesia Bautista. Al igual que su padre, su madre también era de ascendencia escocesa.
Se educó en la Royal Grammar School de Guildford, y luego estudió en el University College de Londres (UCL), graduándose en 1904 con honores de primera clase en física. A continuación trabajó como asistente en el departamento de física de la UCL desde 1904, puesto que ocupó hasta 1919, aparte de un período dedicado a investigaciones en tiempos de guerra. En 1907 se casó con Ruby Irene Short, con quien tuvo dos hijos y dos hijas.

## University College y Primera Guerra Mundial
Durante este período en el UCL, Rankine trabajó con el físico irlandés Frederick Thomas Trouton, con quien llevó a cabo en 1908 lo que se conoce como el experimento de Trouton y Rankine. Este experimento se encontraba entre una serie de ensayos que se estaban llevando a cabo por entonces, y estaba pensado para poner a prueba la teoría del éter y la teoría de la relatividad especial de Einstein. El resultado nulo del experimento de Trouton y Rankine significó una evidencia a favor de esta última teoría.
Dos años más tarde, en 1910, Rankine obtuvo su doctorado en Física (otorgado por la Universidad de Londres). Otros dos años después, en 1912, fue elegido miembro del University College. Su investigación en este período se centró en la viscosidad de los gases, e inventó un viscosímetro (el "viscosímetro Rankine"), que le permitió realizar determinaciones experimentales de la "constante de Sutherland" (descrita por William Sutherland). El objetivo de este trabajo era producir estimaciones del tamaño y la forma de las moléculas de gas, y los resultados de Rankine en esta área se publicaron entre 1910 y 1926. Mientras estuvo en el UCL, presidió en dos períodos la Sociedad de Física y Química (ChemPhysSoc; la sociedad de estudiantes de los departamentos de química y física), en los años 1910-11 y 1915-16.
Durante la Primera Guerra Mundial, muchos científicos fueron adscritos para realizar investigaciones en tiempos de guerra para el gobierno británico. La investigación de Rankine durante la guerra tuvo lugar en 1917 y 1918, y trabajó con el recientemente nombrado profesor del UCL William Henry Bragg y el físico canadiense nacido en Gran Bretaña Arthur Stewart Eve. Rankine trabajó primero en Aberdour en el Firth of Forth en Escocia, luego en la estación de investigación Harwich, ambos como parte del trabajo del Laboratorio de Investigación del Almirantazgo. Su último puesto fue el de Director de la estación de investigación en Kingswear. El trabajo de Rankine durante este período incluyó el desarrollo de tecnología de detección de submarinos.
Su trabajo de investigación durante e inmediatamente después de la guerra también buscó formas de lograr la transmisión óptica del sonido, un problema en el que estaban trabajando otros científicos e ingenieros en varios países. El dispositivo era similar al fotófono construido por el inventor estadounidense Alexander Graham Bell en la década de 1880, y al sistema desarrollado por el ingeniero polaco Joseph Tykociński-Tykociner en 1918. El trabajo de Rankine en esta área se mencionó en Popular Science en 1922, y ha sido descrito como una "técnica eficaz para la transmisión del habla mediante la luz solar".
Por su trabajo de investigación gubernamental durante la Primera Guerra Mundial, Rankine recibió la Orden del Imperio Británico en 1919.

## Imperial College y geofísica
Cuando terminó la guerra, Rankine se había ganado una distinguida reputación, que había logrado trabajando en campos como la dinámica molecular, la acústica y el electromagnetismo. En 1919 fue nombrado Profesor de Física en el Imperial College London, sucediendo en el cargo a Lord Rayleigh. En esta época escribió un artículo sobre el 'Sonido' para la Enciclopedia Británica bajo las iniciales AOR (edición de 1922).
De 1925 a 1931 dirigió el Departamento Técnico de Óptica del Imperial College, siendo el segundo titular de este puesto tras suceder a Frederic John Cheshire. El nombre del departamento se cambió a petición suya (anteriormente tenía el nombre de Departamento de Diseño Óptico). A partir de 1931, Rankine volvió a ser profesor exclusivo de Física tras la fusión del Departamento Técnico de Óptica con el Departamento de Física, con Louis Claude Martin asumiendo el cargo de líder de lo que ahora era una sección de posgrado (y hoy es la sección de fotónica).
Estos cambios llevaron los intereses de Rankine de la óptica al campo recientemente emergente de la geofísica. Su interés en esta área se desarrolló a finales de la década de 1920 y principios de la de 1930, y a partir de 1927 se convirtió en asesor de la Anglo-Persian Oil Company (más adelante la Anglo-Iran Oil Company, y con posterioridad la British Petroleum). En 1934 se fundó la Escuela de Geofísica Aplicada en el Imperial College, con Rankine dirigiendo las labores de investigación. Su trabajo en esta área incluyó mejorar el gravímetro inventado por Loránd Eötvös (el gravómetro de Eötvös) y la construcción de un magnetómetro "de gran sensibilidad".
En 1937 renunció al Imperial College para ocupar un puesto de tiempo completo en la Anglo-Iranian Oil Company, empresa para la que realizó varias visitas a Persia (Irán). Esta renuncia quedó glosada en el verso siguiente, publicado en el boletín de la Asociación del Real Colegio de Ciencias en 1937:

If Rankine prefers travel
To academic toil,
No one of us will cavil,
At the fact that he's struck oil.
Si Rankine prefiere viajar 
 Al trabajo académico, 
 Ninguno de nosotros pondrá reparos, 
 Ante el hecho de haber encontrado petróleo.

Cuando dejó la institución, fue nombrado profesor emérito de Física en el Imperial College, título que mantuvo desde 1937 hasta su muerte.

## Sociedades científicas y profesionales
Durante su carrera, Rankine fue "un miembro activo de varias sociedades profesionales" y "ocupó varios cargos honoríficos en su vida". En 1925 fue elegido miembro de la Royal Institution. También estuvo involucrado con la Asociación Británica para el Avance de la Ciencia (BAAS), sirviendo como Registrador de la Sección A (Matemáticas y Física) de 1921 a 1924, y Presidente de la Sección A en 1932. Fue Secretario Honorario tanto de la Sociedad Física de Londres (1923-1929) y del Instituto de Física (1926-1931). También desempeñó el cargo de presidente de la Sociedad Óptica Estadounidense (1931-1932) y de la Sociedad de Física (1932-1934), (ambas organizaciones se fusionaron más tarde con el Instituto de Física).
Uno de los últimos cargos que ocupó fue el de secretario de la Royal Institution (1945-1953), desde donde se convirtió en un actor clave en la oposición a las reformas de Andrade, una lucha de poder que condujo a un voto de censura en 1952 contra Edward Andrade como Director de la Royal Institution.

## Premios y honores
Además de su Orden del Imperio Británico, Rankine recibió otros honores por su trabajo. Entre ellos figura que le pidieran que presentara la Conferencia de Navidad de la Royal Institution de 1932, que entregó bajo el título: "La Ronda de las Aguas". En 1934 fue elegido Miembro de la Royal Society. También fue nombrado Lector Guthrie en 1949, pronunciando la 33ª Conferencia Guthrie el 19 de marzo de 1949, titulada "Estudios experimentales en convección térmica".

## Segunda Guerra Mundial y años posteriores
Durante la Segunda Guerra Mundial, Rankine volvió a trabajar para el gobierno, esta vez en el desarrollo del sistema FIDO para despejar la niebla de los aeródromos militares. Este trabajo se realizó a cargo del Departamento de Guerra del Petróleo, y contribuyó tanto al diseño como a las pruebas realizadas en el sistema en túneles de viento en el Empress Hall de Earls Court. El sistema fue posteriormente desarrollado por Arthur Hartley y, cuando se puso en funcionamiento, ayudó a salvar las vidas de muchas tripulaciones aéreas de la Segunda Guerra Mundial.
Después de la guerra, reanudó su trabajo en la Anglo-Iranian Oil Company durante algunos años, antes de renunciar a su trabajo a tiempo completo en 1947. Continuó como asesor de la empresa hasta 1954, cuando su salud comenzó a deteriorarse. Murió a la edad de 74 años en un asilo de ancianos en su ciudad natal de Hampton, Londres, el 20 de enero de 1956. Su obituario fue publicado en The Times y en Nature.

## Vida personal
Rankine estaba casado y tuvo cuatro hijos, David (n. 1911), Peter (n. 1911), (Jean n. 1917) y Betty (fecha de nacimiento desconocida).

## Obras seleccionadas
- "Discussion on vision" (Discusión sobre la visión) (A.O. Rankine, Allan Ferguson; The University Press, 1932)
- "F.I.D.O. investigation wind tunnel experiments" (F.I.D.O. Experimentos de investigación en túnel de viento) (A. O. Rankine, Departamento de Guerra del Petróleo, 1945)